# Lysiloma
Lysiloma es un género de plantas perteneciente a la familia de las  fabáceas. Contiene las siguientes especies: árboles conocidos como quebrados, poseen hojas compuestas de varios pares de pinas que sostienen foliolos, poseen frutos indehisentes Y permaneces de forma cerrada hasta caer

## Especies deLysiloma
- Lysiloma acapulcense (Kunth) Benth.
- Lysiloma candidum Brandegee
- Lysiloma divaricatum (Jacq.) J.F.Macbr.
- Lysiloma latisiliquum (L.) Benth. - False Tamarind
- Lysiloma sabicu Benth. - sabicú[3]
- Lysiloma tergeminum Benth.
- Lysiloma watsonii Rose